# 西亚赫米·萨法里
西亚赫米·萨法里（1998年2月5日—）是一名马来西亚足球运动员，司职后卫。目前效力马来西亚超级足球联赛俱乐部柔佛DT，同时也代表马来西亚国家足球队。

## 俱乐部生涯
西亚赫米·萨法里出生于瓜拉雪兰莪，他先后在武吉加里爾體育學校和马来西亚幼虎C队展开职业生涯。

### 雪兰莪
西亚赫米·萨法里在雪兰莪青训队为关键球员，2016年12月，雪兰莪主教练曼哈姆·帕恰蓬宣布会将西亚赫米·萨法里会升上一线队。西亚赫米·萨法里在马来西亚超级足球联赛2比0战胜槟城的比赛中首次代表雪兰莪首发。2017年2月4日，西亚赫米·萨法里在对阵PKNS的比赛中打进了他的第一个超级联赛进球，而雪兰莪5比3输掉了这场比赛。

### 柔佛DT
2022年1月13日，西亚赫米·萨法里正式与柔佛DT签下合约。

## 国家队生涯
2016年8月25日，西亚赫米·萨法里被马来西亚U-21征召参加2016年东南亚U21足球锦标赛。2017年，西亚赫米·萨法里被马来西亚U-23征召，参加2017年东南亚运动会。

## 荣誉

### 俱乐部
雪兰莪
- 马来西亚总统杯（英语：Piala Presiden (Malaysia)）冠军：2017

柔佛DT
- 马来西亚慈善盾冠军：2022
- 马来西亚足总杯冠军：2022

### 国家队
马来西亚U-23
- 东南亚运动会银牌：2017

马来西亚
- 东南亚足球锦标赛亚军：2018

### 个人荣誉
- 2018年东南亚足球锦标赛：最佳进球
- 2018年东南亚足球锦标赛：最佳11人
- 东南亚足球协会最佳阵容：2019